# Magyar egyéni tekebajnokság
A magyar egyéni tekebajnokság egy évente megrendezésre kerülő sportesemény a hazai tekézők számára, melynek győztesei a magyar bajnoki címet nyerik el. A bajnokságot a Magyar Teke Szövetség írja ki és rendezi meg. Jelenlegi versenyszámok: egyéni, sprint, illetve összetett. 
Az egyéni versenyszám az első napon kerül megrendezésre, 120 vegyesből áll. A sprint versenyszám a második napon kerül megrendezésre, 40 vegyesből, tehát 10 teli 10 tarolásból áll. Az összetett versenyszámot nem rendezik meg, csak összesítik az egyéni és sprint eredményeket, ebből kijön az összetett eredmény. 
Ezeket férfiak és nők részére is megrendezik, tehát évente hat bajnoki címet osztanak ki.

## Története
Az első magyar bajnokságot 1938-ban rendezték, ekkor még csak férfi egyéni verseny volt. Női egyénit 1940 óta rendeznek. Férfi és női párosban 1973-ban avattak először bajnokot. 1979-ig teljesen külön rendezték a párosok bajnokságát az egyéni bajnokságtól, majd 1980-tól a két bajnokságot együtt rendezték úgy, hogy az első napi párosbajnokság legjobbjai indulhattak a második napi egyéniben, ahová a párosban elért eredményeiket is vitték. 1990-ben megváltoztatták a lebonyolítást úgy, hogy a második napi eredményt külön is díjazták, így napi egyéni és összetett egyéni bajnokot is hirdettek. 2013-ban megváltoztatták a versenyszámokat, azóta egyéniben, sprintben és összetett egyéniben avatnak bajnokot.
Legtöbbször Budapesten volt a bajnokság, a BKV Előre (22-szer), a Postás (5-ször) és a MOM (5-ször) pályája volt a leggyakoribb helyszín. Először 1948-ban rendezték vidéken a bajnokságot, ekkor Kecskemét volt a helyszín. Később több alkalommal is rendeztek bajnokságokat vidéken, legtöbbször Szeged (15-ször), Székesfehérvár (5-ször), Zalaegerszeg (5-ször), Győr (5-ször), Debrecen (4-szer), Kecskemét (3-szor) és Andráshida (3-szor) volt házigazda.
A vidéki versenyzők már a kezdetektől indultak a bajnokságokban, és jelentős szerepet is játszottak. A férfiaknál 1941-ben Bujdosó Mihály (Ceglédi MOVE) már második volt, 1942-ben pedig Szűcs László (Ceglédi MOVE) már a bajnoki címet is megszerezte. A nőknél az első érmes 1943-ban Kiss Mária (Kecskeméti Konzervgyár TE) volt (ezüst), az első bajnoki címet 1948-ban Nagytorma Gyuláné (Szegedi VAOSZ) nyerte.

## Legeredményesebb versenyzők és csapatok
A legtöbb bajnoki címet a férfiaknál Mészáros József nyerte, összesen 30-at (11 összetett egyénit, 16 párost, 3 napi egyénit), utána Csányi Béla következik 24 bajnoksággal (13 összetett egyéni, 11 páros), harmadik pedig Kakuk Levente 14-gyel (4 összetett egyéni, 4 páros, 5 napi egyéni, 1 sprint). A nőknél Kovácsné Grampsch Ágota nyerte a legtöbbet, összesen 8-at (4 összetett egyénit, 2 párost, 2 napi egyénit), utána 7-7 elsőséggel következik Csurgai Anita (1 összetett egyéni, 2 páros, 4 napi egyéni) és Tompa Györgyné (2 összetett egyéni, 5 páros). Férfi összetett egyéniben Csányi Béla (13-szor), női összetett egyéniben Kovácsné Grampsch Ágota (4-szer), férfi párosban Mészáros József (16-szor), női párosban Tompa Györgyné (5-ször), férfi napi egyéniben Kakuk Levente (5-ször), női napi egyéniben Csurgai Anita (4-szer), férfi sprintben Zapletán Zsombor (3-szor), női sprintben Szalai-Bordács Dorottya (2-szer) nyert legtöbbször.
A klubok közül a férfiaknál a BKV Előre nyerte a legtöbb bajnoki címet, összesen 44-et (20 összetett egyénit, 16 párost, 8 napi egyénit), utána a Szegedi TE következik 29 bajnoksággal (8 összetett egyéni, 6 páros, 8 napi egyéni, 7 sprint), harmadik pedig a Ferencvárosi TC 26-tal (14 összetett egyéni, 11 páros, 1 napi egyéni). A nőknél a Ferencvárosi TC nyerte a legtöbbet, összesen 39-et (17 összetett egyénit, 13 párost, 6 napi egyénit, 3 sprintet), utána a BKV Előre következik 23 bajnoksággal (12 összetett egyéni, 5 páros, 6 napi egyéni), harmadik pedig a Zalaegerszegi TE-ZÁÉV 20-szal (5 összetett egyéni, 5 páros, 8 napi egyéni, 2 sprint).

## Lebonyolítás
A bajnokságot két nap alatt bonyolítják le. A férfiak és a nők külön versenyeznek, általában külön helyszínen. A bajnokságon azon 18. életévüket betöltött magyar állampolgárok vehetnek részt, akik érvényes sportorvosi engedéllyel, regisztrált versenyzői igazolással és érvényes versenyengedéllyel rendelkeznek. Az első nap a döntőbe jutott 32 versenyző 120 vegyest gurít, ez alapján dől el az egyéni bajnokság, és megadja a másnapi sprintverseny besorolását. A helyezések eldöntése elsősorban a több ütött fa alapján történik. Faegyenlőség esetén a jobb tarolás, ha ez is egyenlő, a kevesebb üres gurítások száma dönt. Ha ez is egyenlő lenne, két azonos helyezettet hirdetnek. A második napon kieséses rendszerben, fordulónként 2 × 20 vegyest gurítanak a sprintbajnokságért. Az összetett egyéni bajnokságba az első napi eredmény és a második napi legjobb eredmény összege számít. Összetett faegyenlőség esetén az első napi 120 vegyes gurítás eredménye a döntő.